# Antonia Iacobescu
Antonia Clara Iacobescu (n. 12 aprilie 1989, București, România), cunoscută profesional ca Antonia, este o cântăreață și compozitoare română. Ea s-a lansat în anul 2009 prin colaborarea împreună cu producătorul Tom Boxer la succesul internațional al piesei „Morena”. De atunci, Antonia a lansat mai multe piese de succes în România, iar albumul ei de debut This Is Antonia a fost lansat în aprilie 2015.

## Biografie

### Anii copilăriei (1989—2008)
Antonia-Clara Iacobescu s-a născut pe 12 aprilie 1989, în București, România, dar s-a mutat cu familia în Statele Unite ale Americii la vârsta de cinci ani. Și-a petrecut copilăria în statul Utah, cântă de la vârsta de zece ani, iar cultura americană i-a influențat puternic stilul muzical. A terminat liceul în orașul Las Vegas din statul Nevada și a intrat în lumea modelling-ului. A participat la sute de ședințe foto pentru cataloage și a colaborat cu agenții americane importante, precum Lenz și Ford Models. În 2013, și-a lansat și propria linie de îmbrăcăminte numită MOJA. La 18 ani, Antonia s-a întors în România împreună cu familia.

### Cariera (2009—prezent)

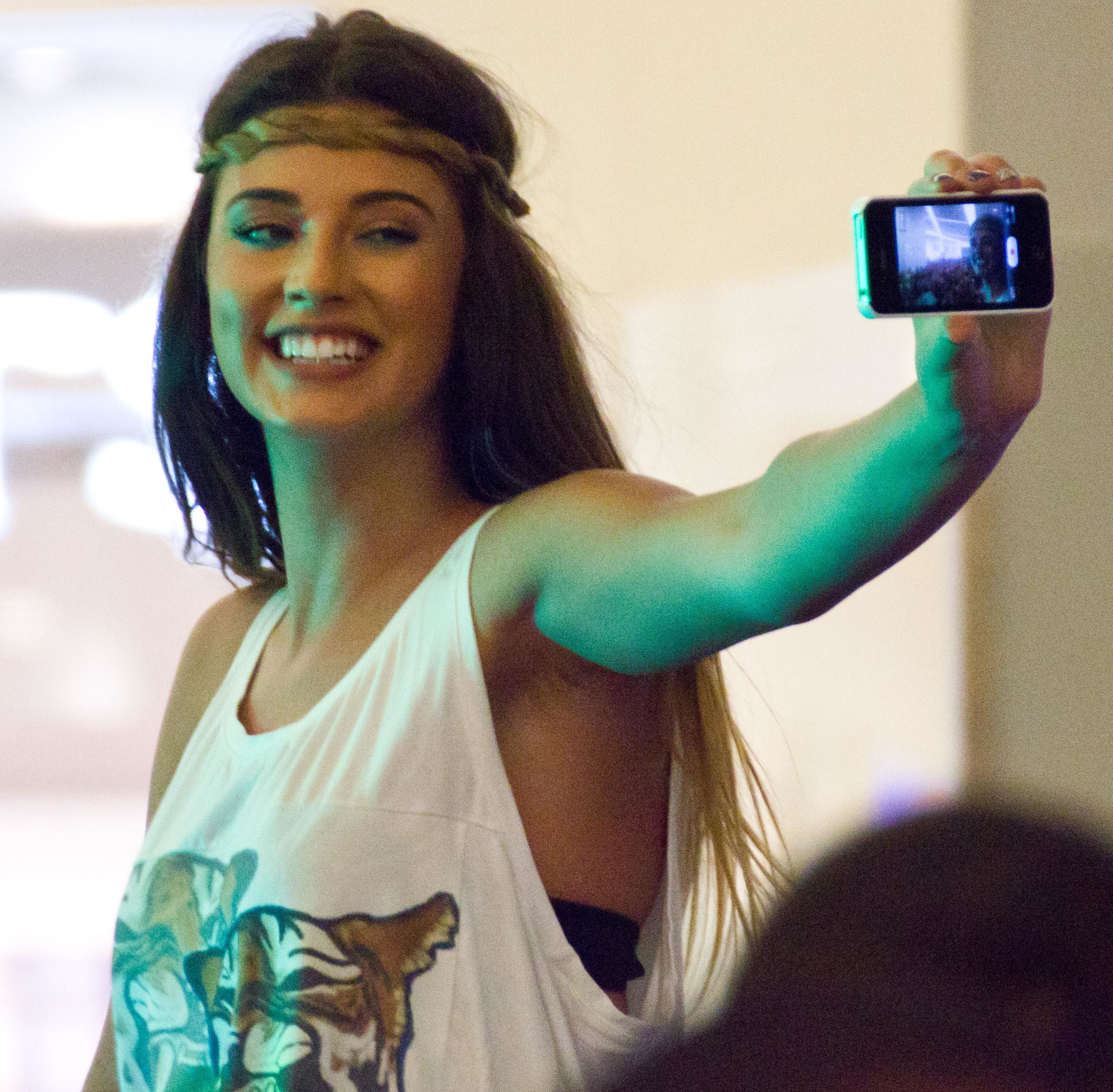
Antonia în 2012

În 2009 l-a cunoscut pe producătorul român Tom Boxer, prin intermediul unui prieten care o auzise cântând. După ce cei doi s-au cunoscut, Antonia și Tom au creat prima lor melodie cunoscută sub numele de „Roses on Fire”. De asemenea, au creat un videoclip muzical pentru cântec, regizat și filmat de Boxer. Piesa a avut un succes important în străinătate, fiind difuzată pe posturi de radio și canale de televiziune din Olanda și Polonia. Antonia și-a lansat cel de-al doilea single „Morena”, produs de Tom Boxer, care a primit aprecieri de critică datorită combinației dintre un ritm de dans de club și vocea senzuală a cântăreței. La două luni de la debut, „Morena” a reușit să urce în topurile muzicale.
În 2011 a lansat un single intitulat „Pleacă” cu trupa Vunk. La mijlocul verii anului 2012, Antonia a lansat piesele „I got you” și „Jameia”, aceasta din urmă ajungând pe locul 5 în România.
După nașterea primului ei copil, Antonia a revenit la muzică ca cântăreață solo. Ea a lansat un single numit „Marionette”, scris de producătorul olandez și DJ-ul Afrojack. Piesa a debutat pe poziția 96 în topul celor mai ascultate piese din România.
În 2014 a participat în calitate de jurat la emisiunea de televiziune Kids Sing, difuzata de Kanal D. Pe 17 aprilie 2015, Antonia a lansat albumul ei de debut This Is Antonia prin intermediul casei de discuri Roton. Albumul conține 12 piese și este disponibil în format fizic și digital. La debutul pe marele ecran în dublajul de animație în 2015, ea poate fi auzită jucând un rol secundar în filmul Alvin și veverițele: Marea aventură, unde își împrumută vocea adorabilei Jeanette. În 2017 Antonia a participat împreună cu Alex Velea ca concurenți la emisiunea Uite cine dansează! de la PRO TV. De asemenea, în 2017 și 2018 a fost în juriul emisiunii de televiziune The Four, difuzată de Antena 1.

## Viața personală
Antonia s-a căsătorit în 2011 cu omul de afaceri italian Vincenzo Castellano, iar împreună au o fetiță, Maya Rosario Castellano (născută la 28 august 2010). Cei doi s-au despărțit în 2013, când a început un lung proces de divorț care s-a încheiat în 2020. În 2013, Antonia a început o relație cu cântărețul român Alex Velea, cu care are doi copii, Dominic (născut la 27 decembrie 2014) și Akim (născut la 7 decembrie 2016). După opt ani, cei doi și-au anunțat logodna în iulie 2021.

## Discografie

### Albume
| Titlu           | Detalii                                                                                |
| --------------- | -------------------------------------------------------------------------------------- |
| This Is Antonia | - Lansare: 17 aprilie 2015 - Casa de discuri: Roton - Format: CD, Distribuire digitală |

### Single-uri
| Cântec                                             | Lansat             | Casă de discuri                                        |
| -------------------------------------------------- | ------------------ | ------------------------------------------------------ |
| „Roses On Fire” (feat. Pink Room)                  | 20 iulie 2009      | MediaPro Music                                         |
| „Morena” (feat. Tom Boxer)                         | 19 februarie 2010  | Roton Music                                            |
| „Marionette”                                       | 1 iunie 2011       | Roton Music                                            |
| „Shake It Mama”                                    | 12 iulie 2011      | Roton Music                                            |
| „Pleacă” (feat. Vunk)                              | 13 noiembrie 2011  | MediaPro Music                                         |
| „I Got You”                                        | 27 iunie 2012      | Global Records                                         |
| „Jameia”                                           | 2 iulie 2012       | Global Records                                         |
| „Marabou”                                          | 20 februarie 2013  | Roton Music                                            |
| „Hawaii”                                           | 4 iunie 2013       | Global Records                                         |
| „Hurricane” (feat. Puya)                           | 18 septembrie 2013 | Roton Music                                            |
| „Întoarce-te acasă” (feat. Holograf)               | 24 februarie 2014  | MediaPro Music                                         |
| „Wild Horses” (feat. Jay Sean)                     | 7 mai 2014         | Roton Music                                            |
| „Chica Loca”                                       | 15 ianuarie 2015   | Roton Music                                            |
| „Dream About My Face”                              | 18 noiembrie 2015  | Roton Music                                            |
| „Greșesc”                                          | 18 februarie 2016  | Global Records                                         |
| „Vorbește lumea”                                   | 20 aprilie 2016    | Global Records                                         |
| „Sună-mă” (feat. Carla's Dreams)                   | 9 mai 2016         | Global Records                                         |
| „Call The Police” (G Girls)                        | 1 iunie 2016       | Global Records                                         |
| „Get Up And Dance" (feat. Achi)                    | 27 septembrie 2016 | Global Records                                         |
| „Dor de tine”                                      | 15 ianuarie 2017   | Global Records                                         |
| „Milk & Honey” (G Girls)                           | 3 martie 2017      | Global Records                                         |
| „Iubirea mea” (feat. Alex Velea)                   | 20 iunie 2017      | Global Records                                         |
| „El Amor” (feat. Micke)                            | 29 august 2017     | Global Records                                         |
| „Amya”                                             | 20 octombrie 2017  | Global Records                                         |
| „Adio” (feat. Connect-R)                           | 16 ianuarie 2018   | Global Records                                         |
| „Tango"                                            | 27 februarie 2018  | Global Records                                         |
| „Hotel Lounge”                                     | 23 mai 2018        | Global Records                                         |
| „Sahara" (feat. Alex Velea & Lino Golden)          | 4 iulie 2018       | Global Records & Golden Boy Society                    |
| „Matame” (feat. Erik Frank)                        | 28 noiembrie 2018  | Global Records                                         |
| „În oglindă”                                       | 12 aprilie 2019    | Global Records                                         |
| „Touch me”                                         | 14 mai 2019        | Global Records                                         |
| „Trika Trika” (feat. Faydee)                       | 24 octombrie 2019  | Global Records                                         |
| „Lie I Tell Myself”                                | 27 februarie 2020  | Global Records                                         |
| „Como ay”                                          | 15 mai 2020        | Global Records                                         |
| „Muți”                                             | 15 aprilie 2020    | Global Records                                         |
| „Como ¡Ay!”                                        | 15 mai 2020        | Global Records                                         |
| „Rebound”                                          | 25 septembrie 2020 | Global Records                                         |
| „Taifun”                                           | 18 ianuarie 2021   | Global Records                                         |
| „Dinero” (feat. Yoss Bones)                        | 26 februarie 2021  | Global Records                                         |
| „Typhoon” (feat. ToTo H)                           | 5 martie 2021      | Global Records                                         |
| „Imi Placi Tu”                                     | 9 aprilie 2021     | Global Records                                         |
| „I Think I Love Him”                               | 16 iulie 2021      | Global Records                                         |
| „Take Me Somewhere”                                | 30 Iulie 2021      | Global Records                                         |
| „Benny Hana” (feat. Pitt Leffer & Guilty Pleasure) | 8 octombrie 2021   | Global Records                                         |
| „Amor”                                             | 23 noiembrie 2021  | Global Records                                         |
| „Complicated” (feat. Arkanian)                     | 7 februarie 2022   | Global Records & Golden Boy Society                    |
| „Una Favela” (feat. Qodës)                         | 31 martie 2022     | Global Records                                         |
| „Send Me Your Love” (feat. Gromee)                 | 6 mai 2022         | Sony Music Entertainment                               |
| „Tranquilo Papi” (feat. Alex Velea)                | 15 iunie 2022      | Global Records & Golden Boy Society                    |
| „Clap Clap” (feat. Gran Error & Elvana Gjata)      | 23 august 2022     | Global Records                                         |
| „Ibiza”                                            | 16 septembrie 2022 | Global Records                                         |
| „Dududum” (feat. Florian Rus)                      | 6 ianuarie 2023    | Global Records                                         |
| „Late Night Feelings”                              | 30 mai 2023        | Global Records                                         |
| „Minim Doi” (feat. Alex Velea)                     | 22 iunie 2023      | Global Records, Golden Boy Society & HaHaHa Production |
| „Ping Pong”                                        | 7 iulie 2023       | Global Records                                         |
| „Campionul din tine” (feat. Vescan)                | 21 iulie 2023      | Global Records & Vescan Music                          |
| „Bad Girls” (feat. Sickotoy, Inna & Eva Timush)    | 18 august 2023     | Global Records                                         |
| „Moonlight” (feat. KiDi)                           | 8 septembrie 2023  | Global Records                                         |
| „Ping Pong” (feat. Rafa Pabon)                     | 8 decembrie 2023   | Global Records                                         |
| „Iubirea mea e cu tupeu”                           | 27 decembrie 2023  | Global Records                                         |
| „Hasta Luego”                                      | 19 ianuarie 2024   | Global Records                                         |
| „Cum se împarte dragostea” (feat. Puya)            | 22 martie 2024     | Global Records & Scandalos Music                       |
| „eRAI” (feat. Delia)                               | 10 mai 2024        | Global Records & Roka Records                          |
| „Prieteni”                                         | 4 iulie 2024       | Global Records                                         |
| „Ploi de Tequila”                                  | 6 septembrie 2024  | Global Records                                         |